# Ibrahim Junior Kuribara
Ibrahim Junior Kuribara (japanisch 栗原 イブラヒムジュニア; * 14. August 2001 in Tokorozawa, Präfektur Saitama) ist ein japanischer Fußballspieler.

## Karriere

### Verein
Ibrahim Junior Kuribara erlernte das Fußballspielen in der Jugendmannschaft von Mitsubishi Yowa. Seinen ersten Vertrag unterschrieb er im Februar 2020 bei Shimizu S-Pulse. Der Verein aus Shimizu, einer Stadt in der Präfektur Shizuoka, spielte in der ersten Liga des Landes, der J1 League. Von August 2020 bis Saisonende wurde er an Azul Claro Numazu ausgeliehen. Sein Profidebüt gab er am 22. August 2020 im Auswärtsspiel gegen den Kagoshima United FC. Hier wurde er in der 71. Minute für Naoki Satō eingewechselt. Mit dem Klub aus Numazu spielte er siebenmal in der dritten Liga. Nach der Ausleihe kehrte er im Februar 2021 zu Shimizu zurück. Am 1. August 2021 wechselte er ebenfalls auf Leihbasis zum Viertligisten Suzuka Point Getters nach Suzuka. Hier bestritt er ein Ligaspiel. Nach der Ausleihe kehrte er Ende Dezember 2021 nach Shimizu zurück. Bis Mitte 2022 bestritt er sieben Erstligaspiele für Shimizu. Im Juli 2022 wechselte er auf Leihbasis zum Drittligisten Fukushima United FC. Für den Verein aus Fukushima bestritt er 13 Ligaspiele. Nach Vertragsende bei Shimizu S-Pulse unterschrieb er im Februar 2023 einen Vertrag beim Drittligisten SC Sagamihara.

### Nationalmannschaft
Kuribara spielte von 2018 bis 2019 viermal in der japanischen U18-Nationalmannschaft.